# مكتسب مطلق

 المكتسبات المطلقة  عند أصحاب النظرية التحررية في العلاقات الدولية هي معايير الدول وغيرها من الأطراف الكبرى في إدراك مصالحها واتخاذ القرارات والتصرف بناء على ذلك.